# Mattias Gustafsson
Pour les articles homonymes, voir Gustafsson.
Mattias Gustafsson, né le 11 juillet 1978 à Åkersberga, est un handballeur international suédois évoluant au poste de pivot.

## Palmarès

### En club
compétitions internationales
- Vainqueur de la coupe Challenge (C4) (1) : 2004

Compétitions nationales
- Finaliste du Championnat de Suède (1) : 2005
- Vainqueur du championnat du Danemark (2) en 2008 et 2010

### En équipe nationale
- Médaille d'argent aux Jeux olympiques de 2012 à Londres,  Royaume-Uni

### Distinctions individuelles
- élu meilleur handballeur de l'année en Suède en 2009-2010